# Vico Ortiz
Vico Ortiz, in origine Victoria Ortiz (San Juan, 10 ottobre 1991), è un'attrice, attivista e drag king portoricana celebre per aver interpretato Jim Jimenez nella commedia romantica HBO Max Our Flag Means Death nonché per aver ricevuto l'Human Rights Campaign Visibility Award e il GLAAD Media Award..

## Biografia

### Primi anni
Vico Ortiz nasce a San Juan, in Porto Rico, dove ha passato l'infanzia imparando lo spagnolo come lingua principale e l'inglese come seconda lingua. Successivamente ha frequentato l'American Academy of Dramatic Arts di Los Angeles.

### Carriera
Ortiz ha iniziato la sua carriera nel 2011 comparendo nel cortometraggio Oprah's Audience Moves On, cui hanno fatto seguito vari altri ruoli minori in serie televisive e cortometraggi. Nel 2017 ha espresso al proprio agente il desiderio di sostenere provini per personaggi di tutti i generi a prescindere che questi fossero a loro volta non binari, suggerendo inoltre ai produttori dei ruoli non queer per cui ha eseguito dei provini che i personaggi in questione possano venire riscritti come non binari, proposta che molte produzioni hanno accettato.
Nel 2018 ha partecipato alla webserie queer Recon, incentrata su un gruppo di adolescenti che frequentano una scuola segreta per spie, nei panni di Ren St. Claire,  uno dei personaggi principali. Più tardi in quello stesso anno ha preso parte a due episodi della serie Vida. Nel 2019 ha invece partecipato a un'altra webserie queer These Thems, nel ruolo di Vero, una persona non binaria che fa amicizia con una trentenne fresca di coming out. Oltre a recitarvi, Ortiz ha scritto i sottotitoli in lingua spagnola dello show.
Nel 2021 ha ricoperto ruoli ricorrenti in The Sex Lives of College Girls and S.O.Z. Soldados o Zombies.
Nel 2022 ottiene il suo primo ruolo da protagonista in Our Flag Means Death, commedia romantica incentrata sulla relazione tra Barbanera e Stede Bonnet che diventa rapidamente un successo e dove Ortiz interpreta un personaggio a sua volta non binario. L'interazione coi fan è stata particolarmente segnante per Ortiz, tanto che ha trovato il coraggio di sottoporsi a un intervento di ricostruzione del torace dopo aver visto una fan art in cui il suo personaggio, Jim, si sottoponeva a un intervento di chirurgia di riassegnazione del sesso eseguito del cuoco e chirurgo della nave, Roach, interpretato da Samba Schutte.
L'anno successivo dà la voce a tre diversi personaggi nella serie animata Adventure Time: Fionna e Cake.

## Vita privata
Ortiz è una persona non binaria, utilizza i pronomi neutri they/them in inglese ed elle/le/e in spagnolo. In un episodio del podcast Gender Reveal, ha inoltre dichiarato di essere genderfluid, paragonando il proprio genere a un materasso ad acqua: «in continuo movimento, ma in modo divertente».
Si esibisce come drag king col nome d'arte di "Vico Suave", personaggio che trae ispirazione sia dalla sua cultura ispanica/caraibica che da quella americana, nonché da "uomini che si sentono a loro agio con la loro femminilità" come Ricky Martin, Marc Anthony e Bad Bunny. Ha inoltre un altro personaggio drag king di nome AJ che usa quando si esibisce con la sua band, i Backstreet Butches. La carriera da drag king di Ortiz è iniziata quando un suo amico ha insistito affinché partecipasse a uno spettacolo nonostante ancora non sapesse nemmeno cosa fosse il drag.
In un post su Instagram del luglio 2023, Ortiz ha rivelato di essere in una relazione poliamorosa condividendo una foto coi propri partner.
Come attivista Ortiz si esprime principalmente su temi quali il diritto di voto federale a Porto Rico, l'antirazzismo e la neutralità di genere nella lingua spagnola.

## Filmografia

### Attrice

#### Cinema
- Oprah's Audience Moves on, regia di David Ferguson - cortometraggio (2011)
- Seminarista, regia di Henry Corzo - cortometraggio (2011)
- Upgrade: Sovereign Santander, regia di Ryan Maples - cortometraggio (2012)
- Rosita Lopez for President, regia di Rachel Goldberg - cortometraggio (2012)
- Dead on Arrival, regia di George Anton (2013)
- In the Cage, regia di Menetie T. Ejeye (2013)
- Little Bridal Shop of Horrors, regia di Lara Everly - cortometraggio (2013)
- CP Family Reunion, regia di Freddy John James - cortometraggio (2013)
- Real Men Pay, regia di Dallas James e Zeke Rodrigues Thomas - cortometraggio (2013)
- Circle Yes or No, regia di Michael Condro - cortometraggio (2013)
- Distance, regia di Aimee Long - cortometraggio (2014)
- Goblin Kitchen: Labyrinth Masquerade, regia di Tom Grey - cortometraggio (2014)
- A Journey Back, regia di Sasha Travis - cortometraggio (2014)
- Vámonos, regia di Marvin Lemus - cortometraggio (2015)
- L.G.B.T. Love Stories, regia di Touch Brandon, Shelbe Chang, Danielle Earle e Patrick Freeman (2016)
- Fowl Seas, regia di Matthew Celia - cortometraggio (2016)
- The Aliens, regia di Byron Yee (2017)
- Chromo46, regia di Shannan Leigh Reeve - cortometraggio (2018)
- Sigourney Weaver, regia di Andrea Ngeleka - cortometraggio (2018)
- Flavor of Life, regia di Rajesh Golla (2018)
- Misdirection, regia di Carly Usdin - cortometraggio (2019)
- Waiting for Monday, regia di Caryn K. Hayes - cortometraggio (2019)
- 5:03, regia di Vicki Schairer - cortometraggio (2020)
- Abby & Emily Go to Palm Springs, regia di Hellin Kay - cortometraggio (2020)
- Calle de la Resistencia, regia di Denise Blasor - cortometraggio (2020)
- Shy Willow, regia di Andy T. Jones - cortometraggio (2021)
- First Date, regia di Carly Usdin - cortometraggio (2021)
- The Syed Family Xmas Eve Game Night, regia di Fawzia Mirza - cortometraggio (2021)
- Esperanza, regia di Shruti Parekh - cortometraggio (2022)
- The Mask in Our Hands, regia di Joseph Sacks (2022)
- Lesbophilia, regia di Michelle West - cortometraggio (2024)
- Spark, regia di Nicholas Giuricich - cortometraggio (2024)
- Fire Fucking Fire, regia di Julia Eringer e Rachel Paulson - cortometraggio (2024)

#### Televisione
- Roommates, regia di Jude B. Lanston - film TV (2012)
- Good Cops - serie TV, episodio 2x04 (2012)
- Clued-Less - serie TV, 2 episodi (2012)
- Marvin Marvin - serie TV, episodio 1x13 (2013)
- Bad Audition - serie TV, episodio 1x05 (2013)
- The House on South Bronson - serie TV, episodio 4x02 (2013)
- The Realms of Labyrinth - serie TV, episodio 1x13 (2014)
- Just a Guy II, regia di Ian Skorodin - film TV (2014)
- Transparent - serie TV, episodio 1x08 (2014)
- Childrens Hospital - serie TV, episodio 6x07 (2015)
- Entangled with You - serie TV, episodio 3x03 (2015)
- The Fosters - serie TV, episodio 3X04 (2015)
- Ray Donovan - serie TV, episodio 4x04 (2016)
- Lucifer - serie TV, episodio 2x06 (2016)
- Criminal Minds - serie TV, episodio 13x04 (2017)
- Stargate Origins - serie TV, episodio 1x10 (2018)
- 9-1-1 - serie TV, episodio 2x13 (2019)
- Jane the Virgin - serie TV, episodio 5x06 (2019)
- American Horror Story - serie TV, episodio 9x06 (2019)
- Vida - serie TV, 2 episodi (2019-2020)
- Indebted - serie TV, episodio 1x02 (2020)
- Everything's Gonna Be Okay - serie TV, 2 episodi (2020-2021)
- The Blank's YPF - serie TV, 2 episodi (2020-2021)
- Corona Town - serie TV, episodio 1x11 (2021)
- The Sex Lives of College Girls - serie TV, 8 episodi (2021-2025)
- S.O.Z. Soldados o Zombies - serie TV, 6 episodi (2021)
- Our Flag Means Death - serie TV, 16 episodi (2022-2023)
- Knight in Shining Suit - miniserie TV, 68 episodi (2024)

#### Web
- Recon - webserie, 12 episodi (2018)
- These Thems - webserie, 7 episodi (2019)
- What Happened in Skinner - podcast, 2 episodi (2024)

#### Videoclip musicali
- Gandalf! dei Library Bards, regia di Kevin Ziggy Zeigler (2014)

### Doppiatrice

#### Cinema
- Craig Before the Creek, regia di Charmaine Verhagen, Matt Burnett e Ben Levin - film d'animazione (2023)

#### Televisione
- I Casagrande – serie animata, episodio 3x02 (2018)
- Harley Quinn – serie animata, 3 episodi (2023)
- Adventure Time: Fionna e Cake - serie animata, 3 episodi (2023)
- The Mindful Adventures of Unicorn Island - serie animata, 10 episodi (2023)
- Atlantis Rocks - serie animata, episodio 1x01 (2024)

#### Videogiochi
- The Elder Scrolls Online: Necrom - videogioco (2023)

## Premi e riconoscimenti
The Queerties
- 2021 - Candidatura alla Miglior performance in una serie digitale per These Thems[19]
- 2022 - Candidatura alla Performance televisiva preferita per Our Flag Means Death[20]
- 2024 - Candidatura alla Performance televisiva preferita per Our Flag Means Death[21]

Gold Derby TV Award
- 2022 - Candidatura al Miglior attore non protagonista in una commedia per Our Flag Means Death[22]

GLAAD Media Awards
- 2022 - Miglior giornalismo televisivo in lingua spagnola per Primer Impacto[23]

Audie Awards
- 2023 - Candidatura al Miglior titolo in lingua spagnola per Velorio[24]

Annie Awards
- 2024 - Candidatura al Miglior risultato per il doppiaggio in una produzione televisiva/mediatica animata per Craig Before the Creek[25]

Autostraddle TV Awards
- 2024 - Candidatura al Miglior attore non protagonista o guest interprete di un personaggio LGBTQ+ in una serie di fantascienza/fantasy per Our Flag Means Death[26]

Human Rights Campaign
- 2022 - Visibility Award[27]

Queer Film Festival
- 2024 - Coyote Courage Award[28]